# المعهد العالي للدراسات التطبيقية في الإنسانيات بمدنين
المعهد العالي للدراسات التطبيقية في الإنسانيات بمدنين هي إحدى المؤسسات العليا التابعة لجامعة قابس، وقد أحدث بمقتضى قرار رئاسي عدد 1971-2005 مؤرخ في 15 جويلية 2005.

شعار المعهد العالي للدراسات التطبيقية في الإنسانيات بمدنين

## أرقام
طبقا لأرقام السنة الدراسية 2007-2008 يدرس بالمدرسة 503 من بينهم 464 طالبة.

## الأهداف
يهدف المعهد إلى تحقيق ما يلي:
- بعث شعب ممهنة قادرة على استيعاب العدد المتزايد للطلبة وإدماجهم في سوق الشغل.
- - تسديد حاجيات سوق الشغل في القطاعين العام والخاص.
- - الاستجابة لطلبات أهل المهنة لمثل هذه الاختصاصات.

## الشهادات
تنتهي الدراسة بالمعهد بالإحراز على إحدى الشهادات التالية:
- الإجازة التطبيقية في الفرنسية المطبقة في الترجمة
- الإجازة التطبيقية في أنقليزية الأعمال
- الإجازة التطبيقية في اللغات الحية

## وصلة خارجية
- موقع المعهد العالي للدراسات التطبيقية في الإنسانيات بمدنين.